# Elachyptera
Elachyptera é um género botânico pertencente à família Celastraceae.